# Астрометрия
Астрометрия е дял на астрономията, който изучава методите за определяне на точните позиции на космическите тела, както и астрометричните инструменти за целта. Астрометрията е най-стария дял на астрономията, като първите звездни каталози са съставени в Китай (IV век пр.н.е) и Древна Гърция (Хипарх, II век пр.н.е)
Астрометрията е част от астрономията. Неин предмет са измерванията за определяне на положенията и преместванията на небесните тела, както и на ъгловите разстояния между тях. До началото на XVIII век тази наука е основното съдържание на астрономията. Хората търсели в небесните явления онези „ориентири“, които показват смяната на сезоните, началото на една или друга полска работа. Астрономичните измервания били необходими и на мореплаването. До изобретяването на компаса и часовника навигацията в открито море се осъществявала изключително по наблюдения на небесните тела. Така в практическата дейност на човека се появява необходимостта от измервания върху небесната сфера. На основата на точни позиционни наблюдения астрометрията решава голям кръг задачи, които може да бъдат обобщени в три подраздела: сферична астрономия, фундаментална астрометрия и практическа астрономия.
Сферичната астрономия разработва математическите методи за определяне на положението на обекти върху небесната сфера.
Фундаменталната астрометрия се занимава с проблема за установяване на основна система небесни координати. Тази наука заедно с небесната механика изучава движението на ротационната ос на Земята в пространството и върху земната повърхност. С положението на земната ос е свързано и определянето на някои астрономични константи. Положението на географските полюси върху повърхността на Земята вече се определя с точност до 30 cm. Към този раздел се отнася и съставянето на каталози, които съдържат точните положения и собствените движения на десетки хиляди звезди. Грешката в сферичните координати на звездите в тях не надвишава ±0,1″.
Задачата на практическата астрономия е разработването на инструменти и методи за определяне на времето, географските координати и др. Астрометрията е тясно свързана с другите раздели на астрономията. Тя не само дава необходимите изходни данни за небесната механика, звездната астрономия и т.н., но и съвместно с тях решава много задачи – избор на координатните системи, определяне на астрономичните константи и др.